# Colpodium baltistanicum
Colpodium baltistanicum är en gräsart som beskrevs av Dickore. Colpodium baltistanicum ingår i släktet Colpodium, och familjen gräs. Inga underarter finns listade i Catalogue of Life.